# Måsnaren
Måsnaren är en sjö i Nykvarns kommun och Södertälje kommun i Södermanland som ingår i Tyresån-Trosaåns kustområde. Sjön är 7 meter djup, har en yta på 4,3 kvadratkilometer och befinner sig 27,1 meter över havet. Sjön avvattnas av vattendraget Bränningeån.

## Allmänt
Måsnaren är delad i två delar som har en smal förbindelse med varandra. Här passerar motorvägen E20. Den norra delen kallas även Lilla Måsnaren. I en vik av Lilla Måsnaren längst i norr ligger godset Hanstavik med anor från medeltiden.
Vid Måsnaren sydöstra vik, Klockarviken, ligger Tveta kyrka och anrika Tvetabergs säteri. Dessutom återfinns vid sjön Södertäljekanotisterna , Södertälje-Nykvarn Orienterings anläggning Tveta friluftsgård med tillhörande motionsspår  samt Tvetagårdens vandrarhem. På halvön Eklundsnäs ligger Eklundsnäsbadet med sandstrand, badbryggor och campingplats.
Runt sjön sträcker sig den 12 kilometer långa Måsnarenleden. På en halvö vid sjöns norra sida ligger Stövelbergets fornborg som är en av Södermanlands cirka 300 fornborgar. Härifrån har man en vidsträckt utsikt över Måsnaren. På halvön Almnäs udd låg Almnäs gård som revs i slutet av 1960-talet.
För fiskare erbjuder Södertälje amatörfiskeklubb (SAFK) möjlighet till gösfiske och annat fiske. Största öarna är Björnön och Granö.

## Delavrinningsområde
Måsnaren ingår i delavrinningsområde (656150-160232) som SMHI kallar för Utloppet av Måsnaren. Medelhöjden är 41 meter över havet och ytan är 39,67 kvadratkilometer. Det finns inga avrinningsområden uppströms utan avrinningsområdet är högsta punkten. Avrinningsområdets utflöde Bränningeån mynnar i havet. Avrinningsområdet består mestadels av skog (49 procent), öppen mark (13 procent) och jordbruk (13 procent). Avrinningsområdet har 4,67 kvadratkilometer vattenytor vilket ger det en sjöprocent på 11,8 procent. Bebyggelsen i området täcker en yta av 4,4 kvadratkilometer eller 11 procent av avrinningsområdet.

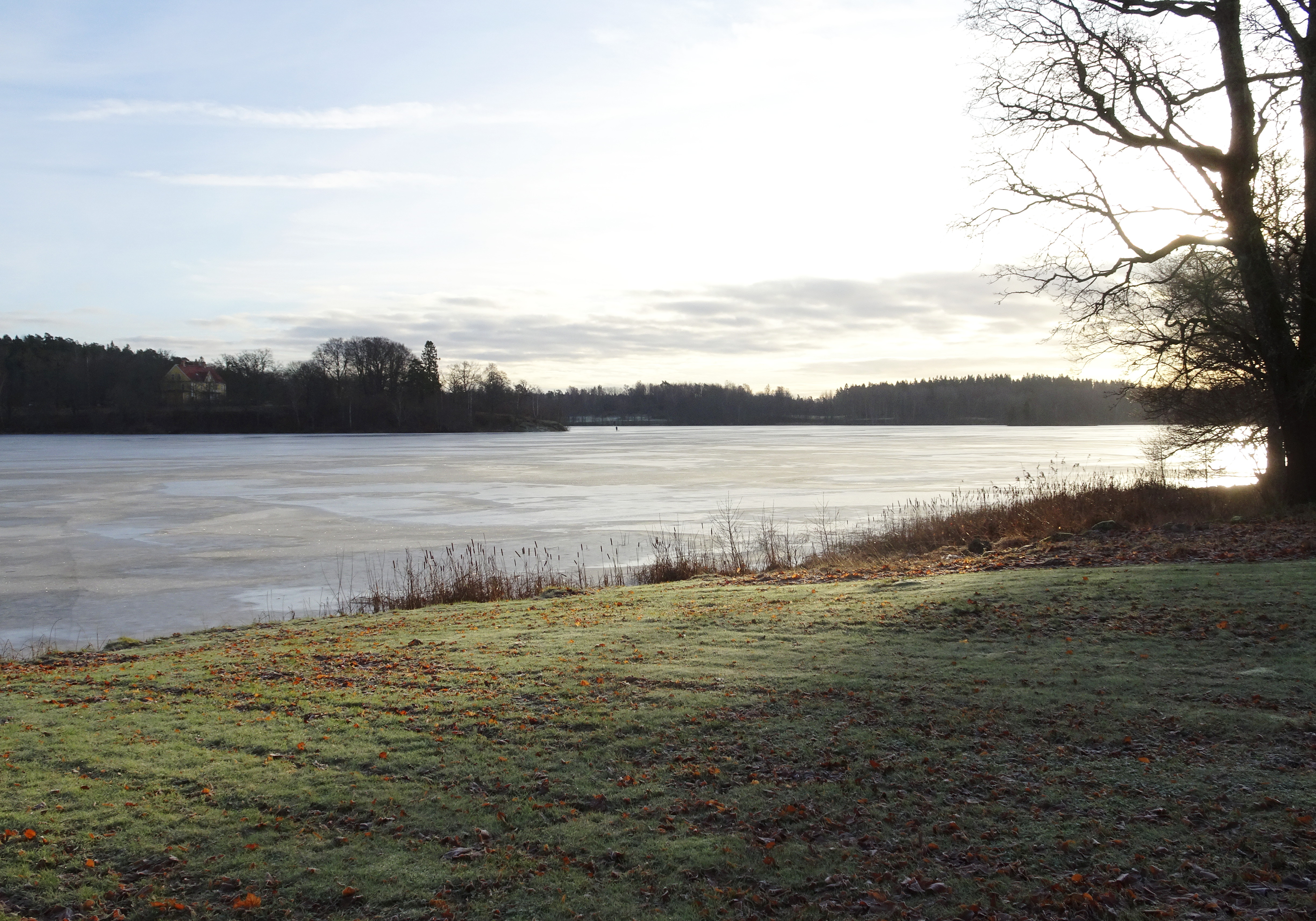
Lilla Måsnaren sedd från Hanstaviks gård
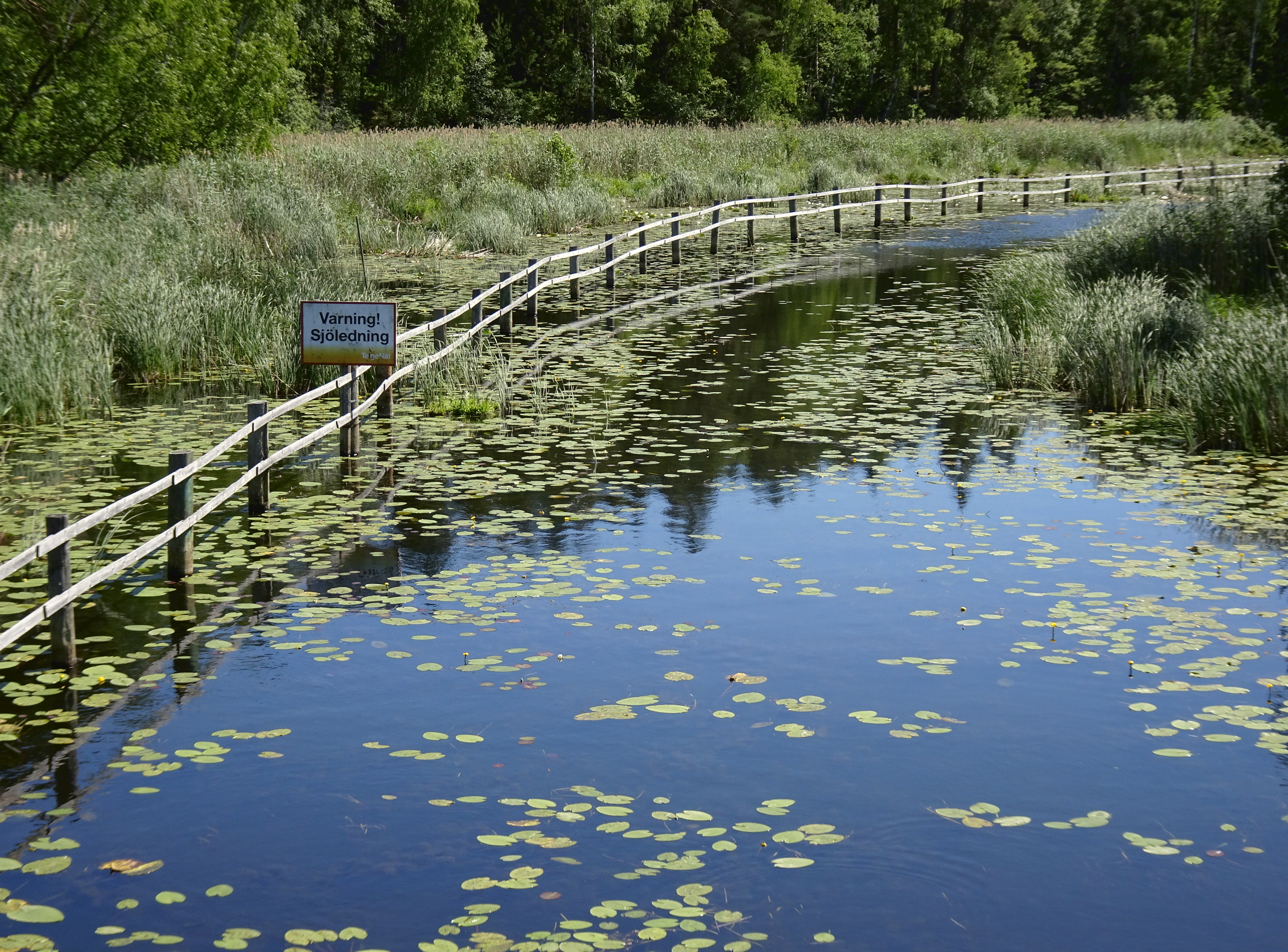
Sundet till Lilla Måsnaren
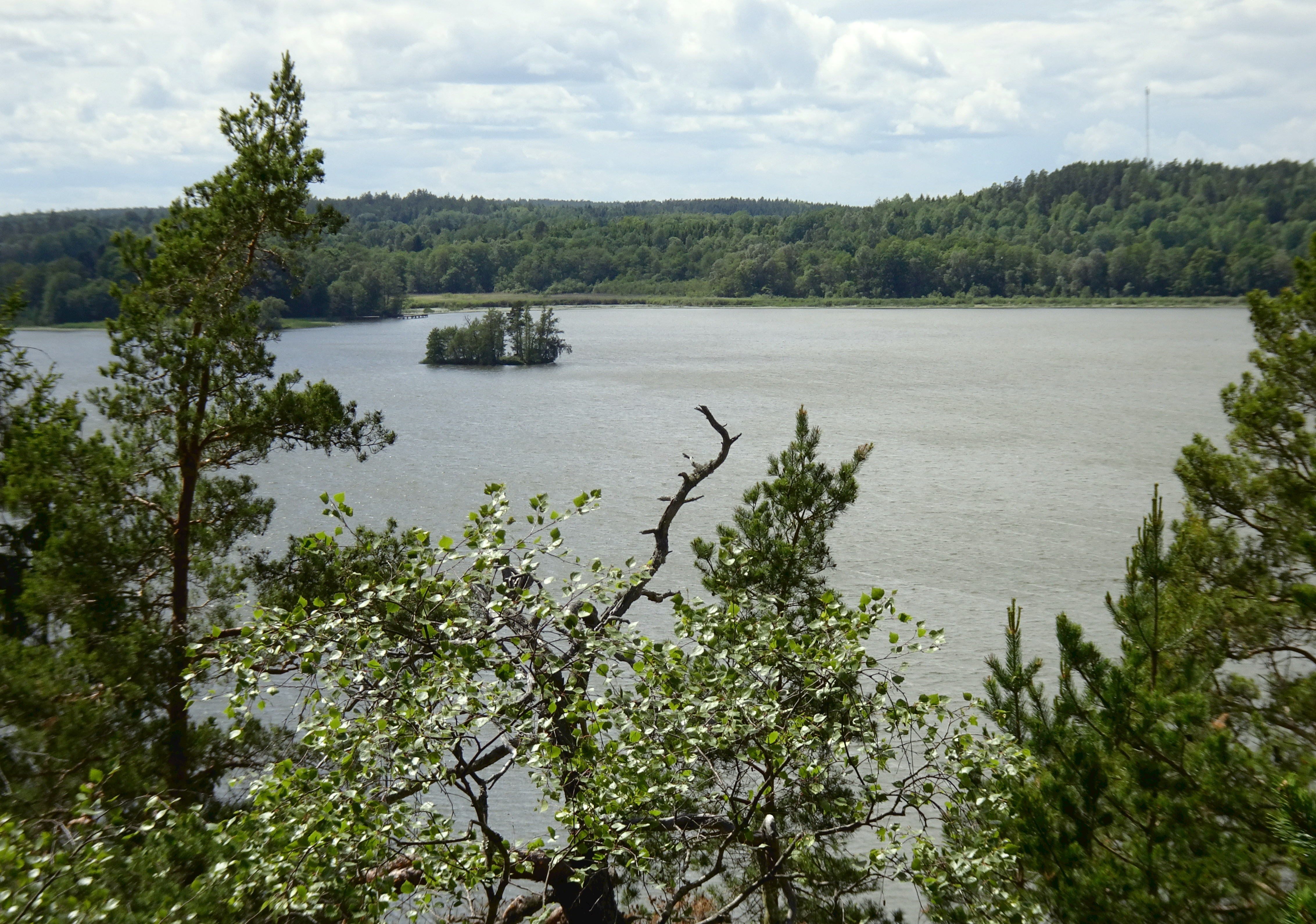
Utsikt över Måsnaren från Stövelbergets fornborg
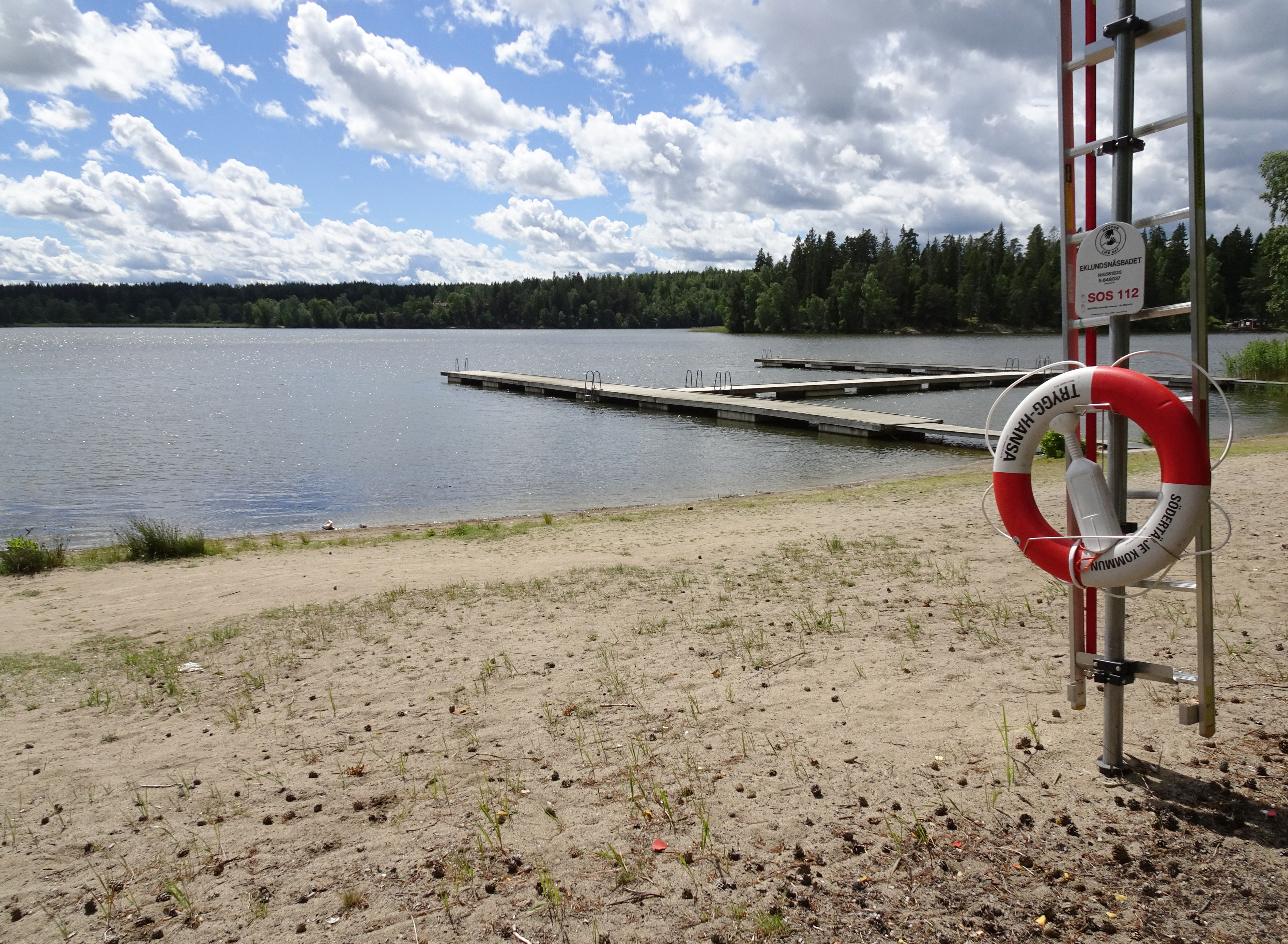
Eklundsnäsbadet
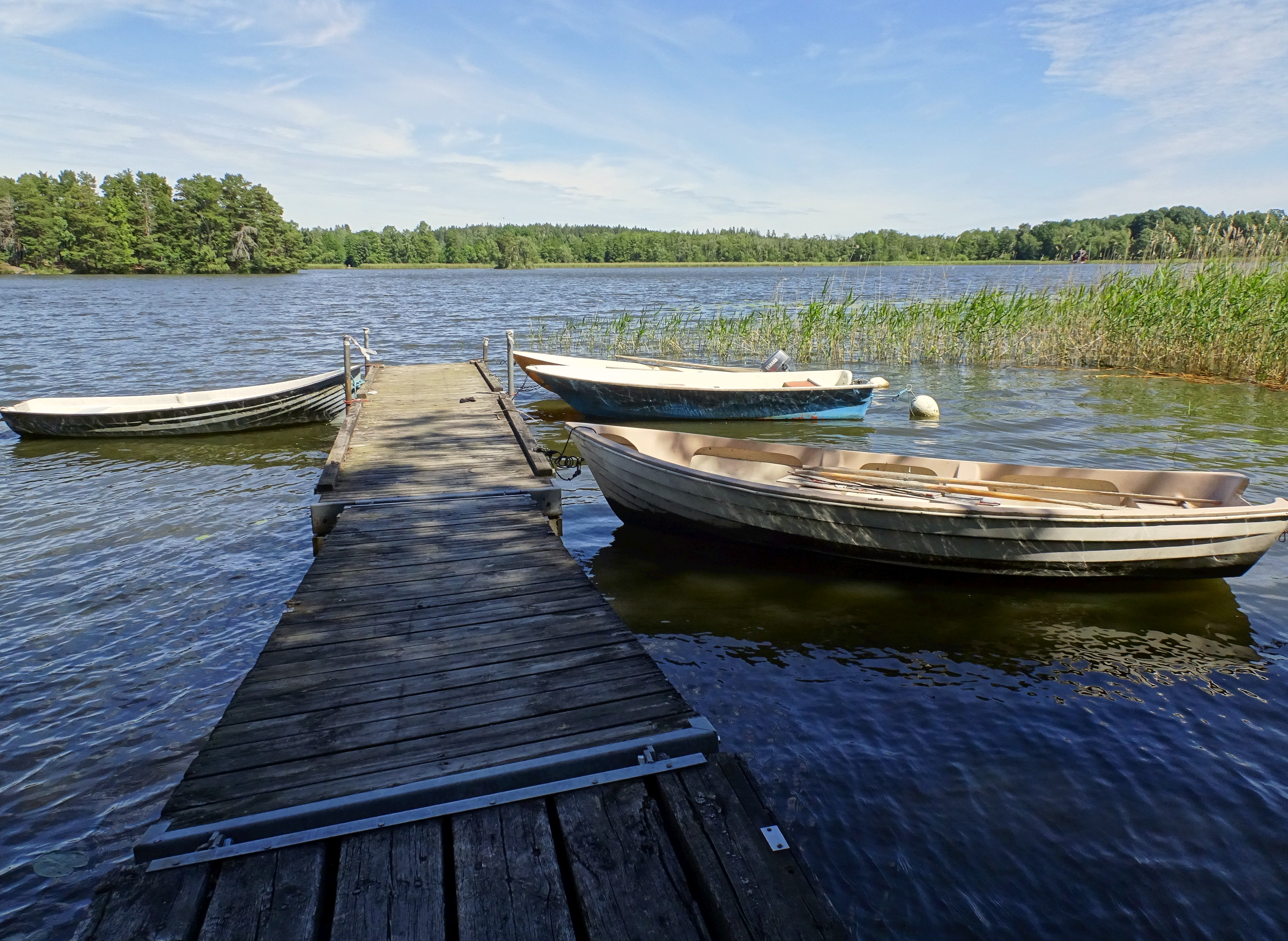
Måsnaren från Nabbaudd
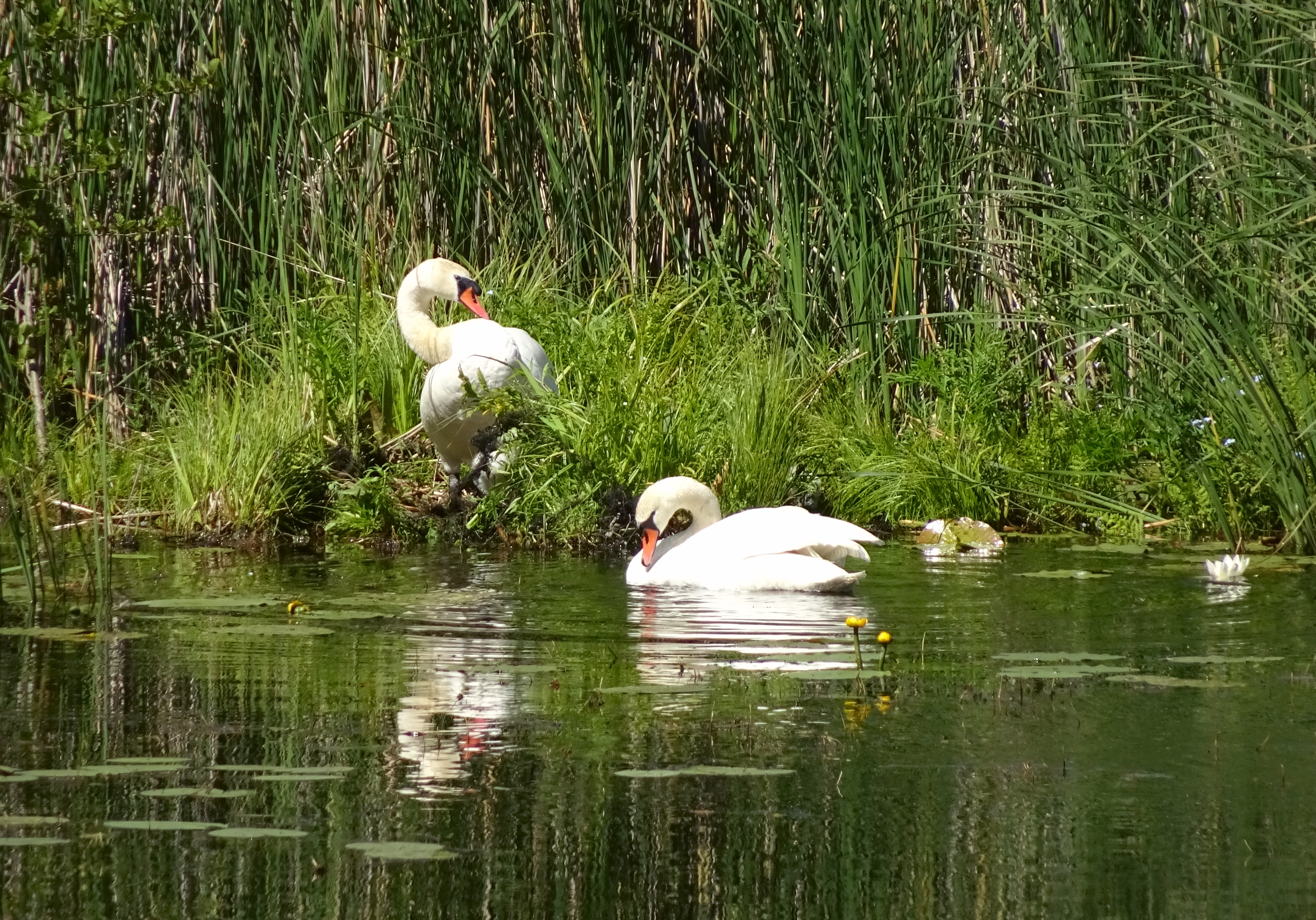
Häckande svanar i Måsnaren